# Marcello Lante
Marcello Lante (Roma, 1561 – Roma, 19 aprile 1652) è stato un cardinale e vescovo cattolico italiano.
Nobile romano, era figlio di Lodovico Lante e di Lavinia Maffei. Per parte di madre era nipote dei cardinali Bernardino Maffei e Marcantonio Maffei, era inoltre cugino del cardinale Orazio Maffei e zio dei cardinali Gregorio Naro e Tiberio Cenci per parte della loro madre.

## Biografia
Uditore della Reverenda Camera Apostolica, fu consacrato vescovo il 14 gennaio 1607, dopo essere stato nominato vescovo di Todi. L'11 settembre 1606 fu nominato cardinale con il titolo di cardinale presbitero dei Santi Quirico e Giulitta. Dal 1625 al 1626 fu camerlengo del Sacro Collegio. Il 20 luglio 1628 optò per il titolo di cardinale presbitero di Santa Prassede ed il 20 agosto divenne cardinale vescovo di Palestrina, dall'8 ottobre del 1629 optò per la sede suburbicaria di Frascati che lasciò pochi mesi dopo per quella di Porto e Santa Rufina ove rimase fino al luglio del 1641, allorché, divenuto decano del Sacro Collegio, optò per le sedi di Ostia e di Velletri.
Morì il 19 aprile 1652 all'età di 91 anni e fu sepolto nella cappella delle sante Lucrezia e Gertrude della chiesa di San Nicola da Tolentino a Roma.

## Conclavi
Il cardinale Marcello Lante partecipò a tre conclavi:
- conclave del 1621, che elesse papa Gregorio XV
- conclave del 1623 che elesse papa Urbano VIII
- conclave del 1644, che elesse papa Innocenzo X

## Genealogia episcopale e successione apostolica
La genealogia episcopale è:
- Cardinale Guillaume d'Estouteville, O.S.B.Clun.
- Papa Sisto IV
- Papa Giulio II
- Cardinale Raffaele Sansone Riario
- Papa Leone X
- Papa Paolo III
- Cardinale Francesco Pisani
- Cardinale Alfonso Gesualdo di Conza
- Papa Clemente VIII
- Papa Paolo V
- Cardinale Marcello Lante

La successione apostolica è:
- Vescovo Pietro Antonio Da Ponte, C.R. (1607)
- Vescovo Timocrate Aloigi (1607)
- Cardinale Orazio Maffei (1607)
- Vescovo Fabrizio Degli Afflitti (1608)
- Vescovo Girolamo Asteo, O.F.M.Conv. (1608)
- Vescovo Michele Consoli, C.R. (1609)
- Vescovo Antonio Cesonio (1609)
- Arcivescovo Giovanni Spilla, O.P. (1611)
- Vescovo Gabriele Naro, O.P. (1613)
- Vescovo Agostino Cassandra, O.F.M.Conv. (1614)
- Vescovo Domenico Pichi (1623)
- Vescovo Michele Masserotti, O.F.M.Conv. (1624)
- Vescovo Ulisse Gherardini della Rosa (1624)
- Vescovo Fabio Olivadisi (1626)
- Vescovo Gerolamo Cappello, O.F.M.Conv. (1626)
- Vescovo Nicola Benigno (1627)
- Vescovo Luca Cellesi (1627)
- Vescovo Giuliano Viviani (1629)
- Vescovo Felice Franceschini, O.F.M.Conv. (1632)
- Vescovo Felice Crocca, O.F.M.Conv. (1632)
- Vescovo Pietro Morari (1632)
- Vescovo Paolo Benzoni, C.R.L. (1632)
- Vescovo Pomponio Vetuli (1632)
- Vescovo Marco Antonio Parisi (1632)
- Vescovo Bartolomeo Gessi (1633)
- Vescovo Giovanni Michele Rossi, O.Carm. (1633)
- Vescovo Marcantonio Verità (1633)
- Vescovo Defendente Brusati (1633)
- Vescovo Brandimarte Tommasi (1633)
- Cardinale Gregorio Naro (1634)
- Vescovo Ippolito Campioni, O.S.B. (1638)
- Vescovo Francesco Antonio Biondo, O.F.M.Conv. (1638)
- Vescovo Marco Antonio Coccini (1638)
- Vescovo Roberto Strozzi (1638)
- Vescovo Bartolomeo Cresconi (1639)
- Vescovo Gregorio Mauro, O.F.M.Conv. (1642)
- Arcivescovo Ascanio Maffei (1646)
- Vescovo Bonaventura Claverio, O.F.M.Conv. (1646)
- Vescovo Francesco Perrone (1648)
- Vescovo Francesco Antonio Roberti (1648)
- Vescovo Pirro Luigi Castellomata (1648)

## Ascendenza
|                                       |                |                   | Genitori          |  |  | Nonni |  |  | Bisnonni       |  |  | Trisnonni        |  |
|                                       |                |                   |                   |  |  |       |  |  | Gherardo Lante |  |  | Michele II Lante |  |
|                                       |                |                   |                   |  |  |       |  |  | Gherardo Lante |  |  | Michele II Lante |  |
|                                       |                | …                 |                   |  |  |       |  |  | Gherardo Lante |  |  |                  |  |
| Michele Lante                         |                |                   |                   |  |  |       |  |  | Gherardo Lante |  |  |                  |  |
|                                       |                | Lucrezia Compagni | Giovanni Compagni |  |  |       |  |  |                |  |  |                  |  |
|                                       |                | Lucrezia Compagni | Giovanni Compagni |  |  |       |  |  |                |  |  |                  |  |
|                                       |                | Lucrezia Compagni | …                 |  |  |       |  |  |                |  |  |                  |  |
| Ludovico Lante, nobile romano         |                | Lucrezia Compagni |                   |  |  |       |  |  |                |  |  |                  |  |
|                                       |                | …                 | …                 |  |  |       |  |  |                |  |  |                  |  |
|                                       |                | …                 | …                 |  |  |       |  |  |                |  |  |                  |  |
|                                       |                | …                 | …                 |  |  |       |  |  |                |  |  |                  |  |
| Antonia Astalli                       |                | …                 |                   |  |  |       |  |  |                |  |  |                  |  |
|                                       |                | …                 | …                 |  |  |       |  |  |                |  |  |                  |  |
|                                       |                | …                 | …                 |  |  |       |  |  |                |  |  |                  |  |
|                                       |                | …                 | …                 |  |  |       |  |  |                |  |  |                  |  |
| Marcello Lante                        |                | …                 |                   |  |  |       |  |  |                |  |  |                  |  |
|                                       | Achille Maffei | Benedetto Maffei  |                   |  |  |       |  |  |                |  |  |                  |  |
|                                       | Achille Maffei | Benedetto Maffei  |                   |  |  |       |  |  |                |  |  |                  |  |
|                                       | Achille Maffei | Caterina Conti    |                   |  |  |       |  |  |                |  |  |                  |  |
| Girolamo Maffei, patrizio di Volterra | Achille Maffei |                   |                   |  |  |       |  |  |                |  |  |                  |  |
|                                       |                | Paolina Altieri   | …                 |  |  |       |  |  |                |  |  |                  |  |
|                                       |                | Paolina Altieri   | …                 |  |  |       |  |  |                |  |  |                  |  |
|                                       |                | Paolina Altieri   | …                 |  |  |       |  |  |                |  |  |                  |  |
| Lavinia Maffei                        |                | Paolina Altieri   |                   |  |  |       |  |  |                |  |  |                  |  |
|                                       |                | Giacomo Mattei    | Battista Mattei   |  |  |       |  |  |                |  |  |                  |  |
|                                       |                | Giacomo Mattei    | Battista Mattei   |  |  |       |  |  |                |  |  |                  |  |
|                                       |                | Giacomo Mattei    | Lorenza Fabi      |  |  |       |  |  |                |  |  |                  |  |
| Antonia Mattei                        |                | Giacomo Mattei    |                   |  |  |       |  |  |                |  |  |                  |  |
|                                       |                | Lavinia Carbone   | …                 |  |  |       |  |  |                |  |  |                  |  |
|                                       |                | Lavinia Carbone   | …                 |  |  |       |  |  |                |  |  |                  |  |
|                                       |                | Lavinia Carbone   | …                 |  |  |       |  |  |                |  |  |                  |  |
|                                       |                | Lavinia Carbone   |                   |  |  |       |  |  |                |  |  |                  |  |